# Hanban

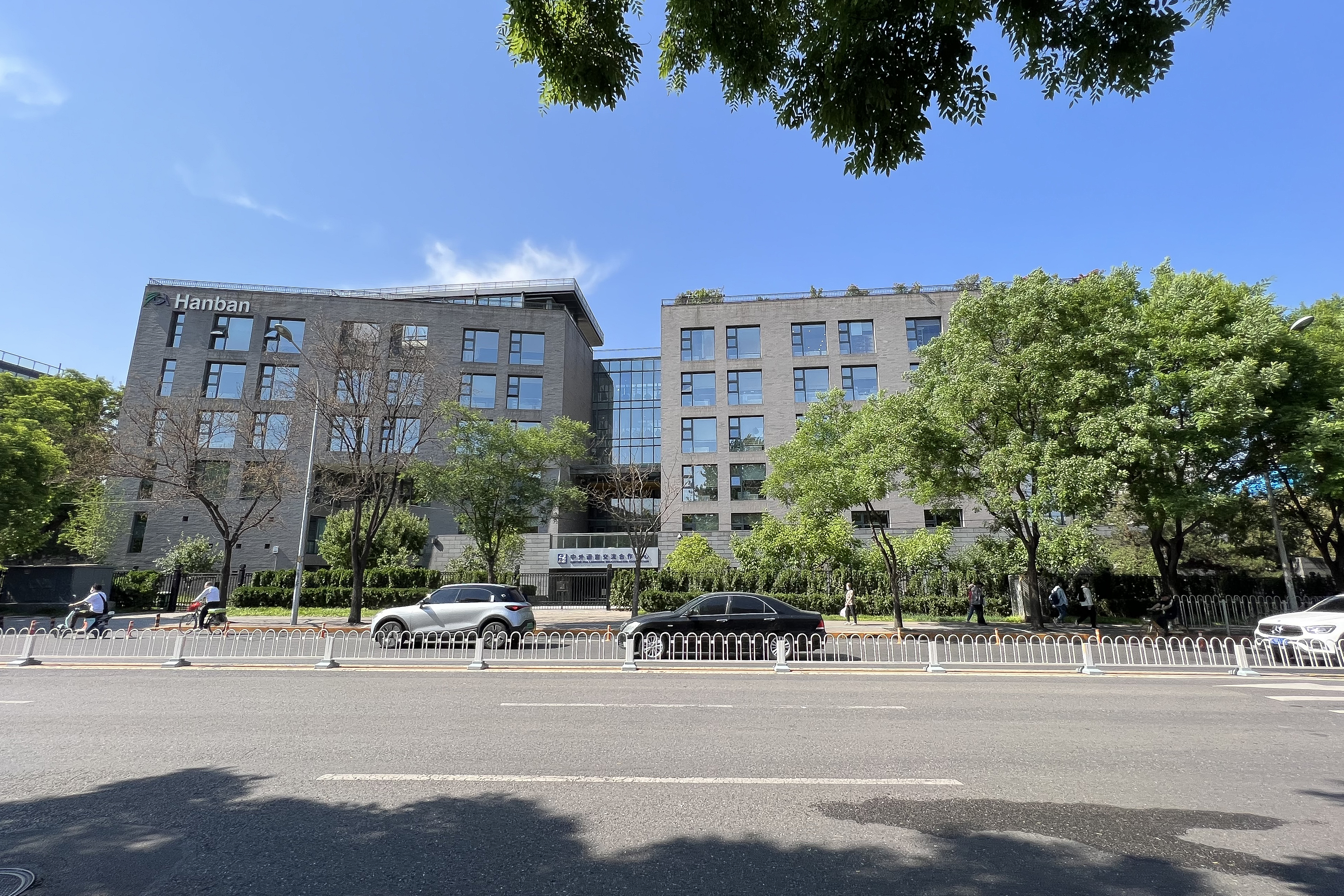
Siège social du centre d’Education des Langues et de Coopération associé au HanbanInauguration 1987 Type Organisation sous la tutelle du ministère chinois de l’Education
Location Pékin (Beijing)
Organisations apparentées Ministère de l’Education de la République Populaire de Chine

Créé en 1987, le Hanban (汉办) est l’abréviation courante du « Bureau national pour l'enseignement du chinois/mandarin langue étrangère », rebaptisé en 2020.

## Statut
Le Hanban est l'opérateur du Bureau du conseil international de la langue chinoise ( Zhōngguó guójiā hànyǔ guójì tuīguǎng lǐngdǎo xiǎozǔ bàngōngshì, 中国国家汉语国际推广领导小组办公室), organisme sans but lucratif sous la tutelle du ministère chinois de l'Éducation.
Son objectif est de favoriser l'enseignement de la langue chinoise dans le monde, sa promotion et sa diffusion.

## Institut Confucius
Le Hanban coordonne notamment l'activité des instituts Confucius dont il initie et facilite le développement dans le monde entier. La sinologue Anne Cheng considère que le Hanban constitue un des éléments de la « propagande chinoise » à l'étranger.

## Chinese Bridge
Le concours Chinese Bridge (en) (汉语桥) est une compétition mondiale créée en 2002 entre apprenants étrangers de chinois, sponsorisé par le Handan.